# Túlio Dek
Túlio Lemos Andrade Filho, mais conhecido como Túlio Dek (Goiânia, 6 de abril de 1985), é um rapper e artista plástico brasileiro, nascido em Goiás e criado no Rio de Janeiro.

## Carreira
Quando jovem tocou violão, mas conheceu o rap quando estava morando em Los Angeles, nos Estados Unidos.
Túlio Dek assinou um contrato em 2008 com a gravadora Arsenal Music, e lançou seu álbum de estreia O Que Se Leva da Vida É a Vida Que Se Leva, com produção de DJ Cuca e Rick Bonadio, que tem como hit principal a música "Tudo Passa", uma parceria do rapper com o vocalista Di Ferrero, da banda Nx Zero juntamente com os outros integrantes: Gee Rocha, Fi Ricardo, Dani Weskler e Caco Grandino. No dia 2 de março de 2009 Túlio Dek abriu o show do rapper Ja Rule no Club Royal, em São Paulo.
Ganhou o "Troféu Internet" do Troféu Imprensa em 2010 como o melhor cantor de 2009.
Em 2018, após 8 anos se dedicando as artes plásticas, Túlio se uniu ao rapper carioca Xamã para a realização do EP “Guerreiros da Luz”, projeto da Bagua Records que foi produzido em Portugal pelo renomado produtor Charlie Beat.
Em 2019, seus trabalhos artísticos foram exibidos na exposição Reflexo, em cartaz na TNT Arte Galeria, no shopping Fashion Mall, zona sul de São Paulo.

## Discografia

### Álbum
- 2008 - O Que Se Leva da Vida É a Vida Que Se Leva
- 2018 - Guerreiros da Luz (com o rapper Xamã) [EP]

### Singles
- "Tudo Passa" (com Di Ferrero)
- "O Que Se Leva da Vida" (com Paulo Miklos)
- "Estilo Gangstar" (part. Helião (RZO) e Ice Blue (Racionais Mc's)